# Xylopia discreta
Xylopia discreta este o specie de plante angiosperme din genul Xylopia, familia Annonaceae. A fost descrisă pentru prima dată de Carl von Linné d.y., și a primit numele actual de la Thomas Archibald Sprague och John Hutchinson. Conform Catalogue of Life specia Xylopia discreta nu are subspecii cunoscute.